# تاريتا تيريبايا

تاريتا تيريبايا (مواليد 29 ديسمبر 1941) هي ممثلة فرنسية معتزلة من أصول بولينزية وصينية، أشتهرت كونها الزوجة الثالثة للممثل الأمريكي مارلون براندو.

## روابط خارجية
- تاريتا تيريبايا على موقع IMDb (الإنجليزية)
- تاريتا تيريبايا على موقع روتن توميتوز (الإنجليزية)
- تاريتا تيريبايا على موقع ألو سيني (الفرنسية)
- تاريتا تيريبايا على موقع أول موفي (الإنجليزية)
- تاريتا تيريبايا على موقع قاعدة بيانات الفيلم (الإنجليزية)
- تاريتا تيريبايا على موقع كينوبويسك (الروسية)